# شذوذ تطوري
شذوذ تطوري
الشذوذات التنموية أو التطورية (بالإنجليزية: developmental abnormality)‏ سببها أخطاء تحدث أثناء تكوين الشكل للكائنات.